# Priscilla Mbiandja
Priscilla Laure Mbiandja (née le 22 février 1989 à Yaoundé) est une joueuse camerounaise de basket-ball jouant au poste de meneuse. Elle participe à cinq éditions du  Championnat d'Afrique féminin de basket-ball. Elle prend sa retraite internationale en 2018.

## Biographie
Priscilla Mbiandja nait le 22 février 1989 à Yaoundé. Elle est la fille d'Anatole Mangoumen  et de Josiane Ngankou, ancienne joueuse de l'équipe féminine de basketball du Cameroun. Elle est la deuxième d'une fratrie de 3 enfants ; elle a une sœur ainée et un jeune frère.  
Elle fait ses débuts en 2003 à l'âge de 14 ans avec l'Institut national de la jeunesse et des sports (INJS). Elle fait ses études supérieures à l'Université Louisiane à Monroe aux États-Unis où elle joue avec l'équipe universitaire Warhawks de Louisiana-Monroe,.  
Elle rejoint parallèlement l'équipe nationale du Cameroun et participe à six éditions du Championnat d'Afrique entre 2007 et 2017. Elle est vice-capitaine à partir de 2013 de l'équipe nationale, puis capitaine en 2016. 
Elle évolue en club avec l'INJS basketball, avec lequel elle joue le championnat du Cameroun en 2015, puis rejoint l'équipe féminine de la FAP Yaoundé en 2016.   
Priscilla Mbiandja met fin à sa carrière internationale en 2018. En 2021, elle assure la fonction de Team Manager , puis entraineur assistant dans l'équipe nationale féminine de basketball.

## Palmarès
D'après la base FIBA, sauf indication contraire.
- 6e au Championnat d'Afrique féminin de basket-ball 2007
- 6e au Championnat d'Afrique féminin de basket-ball 2011
- 4e au Championnat d'Afrique féminin de basket-ball 2013
- Médaille d'argent au Championnat d'Afrique de basket-ball féminin 2015
- Participation aux qualifications des jeux olympiques (2016)
- 8e au Championnat d’Afrique de basket-ball féminin 2017[11]